# Stanoje Glavaš
Stanoje Stamatović Glavaš (en serbe cyrillique : Станоје Главаш), né en 1763 à Glibovac près de Smederevska Palanka et mort en 1815 à Baničina près de Smederevska Palanka), était un haïdouk serbe et un héros du Premier soulèvement serbe contre les Ottomans. 

## Éléments biographiques
Dans les années 1790, avec Stanko Arambašić et Lazar Dobrić, Stanoje Glavaš dirigea une compagnie de haïdouks basée en Syrmie, alors sous domination Empire d'autrichienne. Avec ses compagnons, il traversait souvent la frontière ottomane et attaquait les soldats turcs et les caravanes dans le pachalik de Belgrade.
En 1804, à la veille du première soulèvement serbe, Glavaš, Karageorges et plusieurs autres chefs se réunirent à Orašac pour discuter de la rébellion. Alors qu'on lui en proposait le commandement, Glavaš déclina l'offre au profit de Karageorges. Pendant le soulèvement, il fut à la tête d'une compagnie d'environ 3 000 hommes qui libéra Prokuplje et Kuršumlija. Avec ses soldats, il gardait la vallée de la Morava et se battit contre les Turcs dans les montagnes de Niš et de Novi Pazar.
Après le soulèvement de Hadži-Prodan, il se rend aux Ottomans qui l'exécutent le 25 février 1815 ; sa tête fut exposée à Belgrade dans le parc de Kalemegdan avec celles d'autres chefs serbes.